# 吉田経賢
吉田 経賢 （よしだ つねかた）は、鎌倉時代初期から中期にかけての公卿。参議・吉田定経の次男。官位は従三位・非参議。法名は阿寂。

## 官歴
『公卿補任』による
- 建久7年（1196年） 正月6日：叙爵（従五位下）
- 承元元年（1207年） 11月29日：従五位上
- 承元5年（1211年） 正月22日：中宮権大進。2月28日：正五位下
- 建保3年（1215年） 正月13日：転中宮大進
- 建保4年（1216年） 正月13日：兵部権大輔
- 建保6年（1218年） 3月6日：左衛門権佐。12月12日：兼防鴨川使
- 貞応元年（1222年） 8月2日：従四位下
- 貞応2年（1223年） 4月10日：従四位上
- 嘉禄2年（1226年） 正月13日：兵部卿
- 嘉禄3年（1227年） 正月5日：正四位下
- 寛喜3年（1231年） 3月25日：去卿
- 嘉禎3年（1237年） 7月13日：従三位、非参議
- 寛元4年（1246年） 7月27日：出家（法名阿寂）。10月7日：逝去

## 系譜
- 父：吉田定経[1]
- 母：源定房の長女[1]
- 生母不明の子女
  - 男子：吉田宗経[1]（?-1272以降）